# Kévin Boli
Pour les articles homonymes, voir Boli.
Kévin Boli est un footballeur franco-ivoirien né à Lens le 21 juin 1991. Il évolue au poste de défenseur central. Il est international ivoirien des moins de 20 ans.
Kévin Boli est issue d'une famille de footballeurs : il est le fils de Roger Boli, ancien attaquant du RC Lens, le frère de Yohan Boli (avant-centre à Al-Rayyan) et Charles Boli (ailier au RC Lens) et le neveu de l'international Basile Boli. Il est par ailleurs le cousin de Yannick Boli.

## Biographie
Kévin Boli commence sa carrière au CS Sedan Ardennes, son club formateur. Il dispute 42 matchs en Ligue 2 avec ce club.
En juillet 2013, il signe gratuitement en faveur du club belge du Royal Mouscron-Peruwelz, à la suite du dépôt de bilan du club ardennais. L'équipe évolue en deuxième division et accède à la première division à l'issue de la saison 2013-2014.
En août 2015, il rejoint le Fotbal Club Viitorul Constanța, club roumain dirigé et entraîné par la star roumaine Gheorghe Hagi. Kevin devient rapidement titulaire indiscutable en tant que défenseur central avec 28 matchs joués. Le club termine quatrième du championnat avec une qualification en barrage de Ligue Europa.
En 2016, Kevin repart sur de bonnes bases malgré une élimination en barrage de Ligue Europa face à La Gantoise. Il est même selon Hagi le meilleur défenseur du championnat roumain, il dispute 33 matchs en tant que titulaire. Pour couronner la belle saison, il devient champion de Roumanie en mai 2017 devant le Steaua Bucarest une première pour le Viitorul Constanța avec une qualification en barrage de Ligue des champions de l'UEFA.
Le 24 février 2019, il est prêté pour six mois au CFR Cluj, club dans lequel il avait déjà évolué lors de la saison 2017-2018.
Le 3 septembre 2020, il est prêté par le CFR Cluj pour une saison au club turc de Samsunspor.

## Palmarès

### En club
- Viitorul Constanta
  - Champion de Roumanie en 2017
  - Finaliste de la Supercoupe de Roumanie en 2017 (en)

- CFR Cluj
  - Champion de Roumanie en 2018, 2019 et 2020

### Distinctions individuelles
- Membre de l'équipe-type de Liga I en 2017